# Cung Le
Cung Le (vietnamesisch Cung Lê, * 25. Mai 1972 in Saigon) ist ein Kampfsporttrainer, Schauspieler sowie ehemaliger amerikanischer Kampfsportler vietnamesischer Abstammung. Le war mehrmals San-Shou-Champion (auch: Sanshou) und war zuletzt als Mixed-Martial-Arts-Kämpfer in der Ultimate Fighting Championship unter Vertrag.

## Karriere

### Mixed Martial Arts
Am 10. März 2006 gab der in der San Shou-Szene bekannte Cung Le sein Debüt im MMA-Sport bei Strikeforce. Sein damaliger Gegner war Mike Altman (ehemaliger Champion im Kickboxen), den er durch Knockout besiegte. Es folgten fünf weitere Siege durch K.O., darunter auch sein letzter Kampf gegen den ehemaligen UFC-Champion Frank Shamrock. Le gewann auch diesen Kampf durch ein technisches K.O., da sich Shamrock in der dritten Runde den Arm brach. 2014 wurde er nach einem positiven Dopingtest auf HGH für ein Jahr gesperrt.

### Film
Im Action-Film Tekken, der auf dem gleichnamigen Computer- und Konsolenspiel basiert, verkörpert Cung Le die Rolle des Marshall Law. Le hatte weitere Nebenrollen in den Filmen Pandorum an der Seite von Dennis Quaid und Ben Foster sowie Fighting. 2012 trat er im Martial-Arts-Film Dragon Eyes vom Regisseur John Hyams und in dem Kung-Fu-Film The Man with the Iron Fists von RZA auf. Er ist außerdem in Wong Kar-Wais Film The Grandmaster (2013) zum chinesischen Kampfkünstler Yip Man als Chun Le zu sehen. 2014 spielte er mit Dolph Lundgren und Vinnie Jones in Lethal Punisher: Kill or be killed (A Certain Justice, auch Puncture Wounds). 2017 folgte eine Rolle im Actionfilm Security.

## Privatleben
Cung Le hat zwei Söhne.
Er betreibt in San Jose, Kalifornien sein eigenes Trainingscenter, wo er auch als Trainer fungiert.

## MMA-Statistik
Quelle: Sherdog
| Ergebnis   | Gegner          | Siegart | Runde   | Datum             |
| ---------- | --------------- | ------- | ------- | ----------------- |
| Sieg       | Mike Altman     | KO      | Runde 1 | 10. März 2006     |
| Sieg       | Brian Warren    | TKO     | Runde 1 | 9. Juni 2006      |
| Sieg       | Jason von Flue  | TKO     | Runde 1 | 8. Dezember 2006  |
| Sieg       | Tony Fryklund   | KO      | Runde 3 | 22. Juni 2007     |
| Sieg       | Sam Morgan      | KO      | Runde 3 | 16. November 2007 |
| Sieg       | Frank Shamrock  | TKO     | Runde 3 | 29. März 2008     |
| Niederlage | Scott Smith     | KO      | Runde 3 | 19. Dezember 2009 |
| Sieg       | Scott Smith     | KO      | Runde 2 | 26. Juni 2010     |
| Niederlage | Wanderlei Silva | KO      | Runde 2 | 19. November 2011 |
| Sieg       | Patrick Cote    | Punkte  | Runde 3 | 8. Juli 2012      |
| Sieg       | Rich Franklin   | KO      | Runde 1 | 10. November 2012 |
| Niederlage | Michael Bisping | KO      | Runde 4 | 23. August 2014   |

## Erfolge

### San Shou
- IKF World Light Heavyweight San Shou Champion
- ISKA North American Light Heavyweight San Shou Champion
- ISKA U.S. Light Heavyweight San Shou Champion

### Mixed Martial Arts
- Strikeforce World Middleweight Champion